# ایکرد (کارولینای شمالی)
ایکرد (به انگلیسی: Icard) شهری در ایالت کارولینای شمالی کشور ایالات متحده آمریکا است که جمعیت آن در سرشماری سال ۲۰۱۰ میلادی، ۲٬۶۶۴ نفر بوده‌است.